# 交響曲第1番 (ヴィラ＝ロボス)
交響曲第1番「知られざるもの」（O Imprevisto）は、エイトル・ヴィラ＝ロボスが1916年に作曲した交響曲。

## 概要
この作品は彼自身が「Epaminondas Villalba Filho」という筆名で著した哲学論に付される形で1916年に作曲された。ヴァンサン・ダンディの様式で書かれた5曲の交響曲の第1作目となる作品である。一部を抜粋する形での演奏が、リオデジャネイロ市立劇場においてジーノ・マリヌッツィの指揮、Grande Companhia Italianaの演奏で1919年9月20日に行われた。全曲での初演は1920年8月30日に、作曲者自身の指揮、Orquestra da Sociedade de Concertos Sinfônicos do Rio de Janeiroの演奏により、やはりリオデジャネイロ市立劇場で行われた。その後しばらく経ってから、タムタムとグロッケンシュピールが加わり、打楽器にはスネアドラムが追加された。
ヴィラ＝ロボスは1907年には既に、この交響曲の基となるロマン風の象徴的プログラムを書き上げていた。これは芸術家の魂と運命、宇宙との神秘的関係性に関するものだったが、こうした大袈裟な哲学的着想は理解困難であり、かつ楽曲の中でも認識することは事実上不可能だった。その文章によると、芸術家の魂は
他所の世界の星座が痛々しく落ちるのを見やる、それははかないものたちの残響であり、臨終の涙がうねる露の震える雫に入り込んだものである。彼は落ちゆく星々の驚きを湛え、力なく広がる光輪を観て、そしてゆるやかに上昇すると日の出の広大な曲線を凝視する...
	自然の静寂なる和音と、その喜びとその苦しみと緩やかに一体化し、歓びと痛みの涙を流させる、恍惚の感覚が昇ってくる変化へと...
	そしてこの甘美で恐ろしい無気力に眠りを覚ましてくる意識は、彼に水準線をみせて告げる：それは宿命によって単調の運命を受けることを宣告される。それが人間性そのものなのだ!...
	それは曲がりも適応もしない、震えもしないし動くことはない...

	そして芸術家の魂は、彼から発せられる彼自身の刃により - 僅かで希薄な水晶、広大な風景を通じて感じ取る。人物像、質量、そして自らの重力で互いに引き合い均衡を保つ事物（請求者らはおそらく想像であり、実存であり、魂である）は、滑稽な傀儡のリズムを纏って動き、魂が彷徨う宇宙の領域にまで上がりきることはできないのである... 

## 楽器編成
ピッコロ2、フルート2、オーボエ2、コーラングレ、クラリネット2、バスクラリネット、ファゴット2、コントラファゴット、ホルン4、トランペット4、トロンボーン3、チューバ、ティンパニ、タムタム、バスドラム、シンバル、トライアングル、スネアドラム、グロッケンシュピール、チェレスタ、ハープ2、弦五部。

## 楽曲構成
全4楽章で構成される。演奏時間は約26分半。
1. Allegro assai moderato
2. Adagio
3. Scherzo (Allegro vivace)
4. Allegro con brio